# Open Your Mind
Open Your Mind è un singolo degli U.s.u.r.a. del 1992.

## Storia
Open Your Mind venne scritto utilizzando un campionamento di New Gold Dream (81–82–83–84) degli scozzesi Simple Minds. Il brano uscì dapprima in Italia per la Italian Style Production nel 1992 e, successivamente, nel resto d'Europa e in Australia tramite la Deconstruction.

## Accoglienza
Inizialmente conosciuta nella sole scene underground, Open Your Mind ebbe grande successo durante i primi mesi del 1993. La traccia raggiunse le prime cinque posizioni delle classifiche in Austria, Belgio, Finlandia, Italia, Paesi Bassi e Svizzera. Nel 1997 il brano venne remixato da DJ Quicksilver, senza però eguagliare lo stesso successo.
Nel mese di gennaio del 1993 Larry Flick di Billboard definì Open Your Mind uno "spasso dal ritmo veloce e furioso che trabocca archi maestosi, percussioni che fanno muovere le spalle e più di qualche fantasioso campionamento vocale", ed apprezza la melodia attorno alla quale ruota la traccia. In una recensione pubblicata nel mese di aprile del 1993 e dedicata al singolo da 12 pollici, Flick mise in dubbio il potenziale commerciale del brano per "l'assenza di nuovi mix", ma sostiene che il singolo sia "abbastanza potente da meritare qualche volta uno o talvolta due ascolti di fila". Nel 1997, Flick descrisse il brano un "turbinio disco-music dal testo semplice ma dai ritmi incisivi e gommosi che si attaccano permanentemente al cervello all'impatto" e dichiarò che "con tutta probabilità, (Open Your Mind) non rimarrà una entry per molto tempo", ma che sarebbe "una traccia certamente memorabile." Il brano venne anche apprezzato dalla rivista Music & Media, secondo cui esso avrebbe "un ritmo che merita di essere seguito" e che spinge le persone a battere i piedi.

## Tracce

### Edizione italiana
1. Open Your Mind (Classic Mix) – 5:13
2. Open Your Mind (Radio Mix) – 3:38
3. Open Your Mind (Tatata Mix) – 5:24
4. Open Your Mind (Dub Mix) – 5:16

### Edizione australiana
1. Open Your Mind (Restricted Mix Edit) – 3:40
2. Open Your Mind (Classic Mix) – 5:16
3. Open Your Mind (Fishpop Mix) – 5:14
4. Open Your Mind (Tatata Mix) – 5:18

### Open Your Mind '97

#### Edizione europea
1. Open Your Mind '97 (DJ Quicksilver Radio Edit) – – 3:02
2. Open Your Mind '97 (Original Radio Cut) – 3:01
3. Open Your Mind '97 (DJ Quicksilver Remix) – 6:07
4. Open Your Mind '97 (De Donatis Remix) – 7:45

#### Edizione australiana
1. Open Your Mind '97 (DJ Quicksilver Radio Mix) – 3:57
2. Open Your Mind '97 (Original Radio Cut) – 3:01
3. Open Your Mind '97 (T.S. Triponphunky Remix) – 6:53
4. Open Your Mind '97 (De Donatis Remix) – 7:46
5. Open Your Mind '97 (M.U.T.E. Remix) – 4:50
6. Open Your Mind (Original Classic Mix) – 5:18